# Toepffers Park

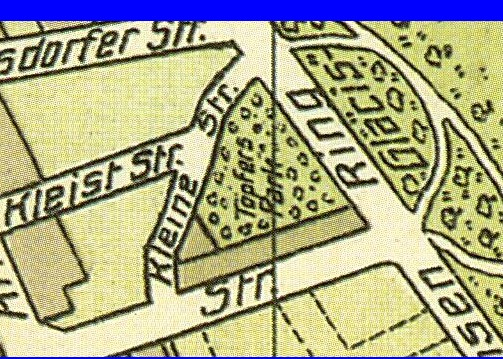
Toepffers Park – Ausschnitt aus dem Stadtplan von 1911/12

Toepffers Park war eine private Parkanlage in der Stadt Magdeburg.
Der Park entstand 1884 auf Veranlassung des Industriellen Richard Toepffer auf einem von ihm erworbenen Grundstück, westlich des Sachsenrings. Mit der Gestaltung der Parkanlage wurde der städtische Gartenbaudirektor Paul Viktor Niemeyer beauftragt, der auch die benachbarte Glacisanlage gestaltete.
Der 13 Morgen große Park erlangte auf Grund seiner Gestaltung den Status einer regionalen Sehenswürdigkeit. Von 1885 bis 1891 entstand dann auf der westlichen Seite des Parks die großzügige, noch heute bestehende, Villa Toepffer als Wohnhaus Toepffers.
Noch vor dem Zweiten Weltkrieg wurde der Park jedoch zugunsten einer Bebauung des Geländes mit großzügigen Einfamilienhäusern aufgegeben und überbaut. An seine Existenz erinnert jedoch noch der Straßenname Toepfferspark der auf dem Parkgelände entstandenen Straße.
Koordinaten: 52° 7′ 27,5″ N, 11° 37′ 0,5″ O